# Atac de Via Rasella
L'atac de Via Rasella (en italià: attacco di via Rasella) va ser una acció armada del moviment de resistència italià contra les forces d'ocupació alemanyes nazis a Roma, Itàlia, el 23 de març de 1944.

## Localització

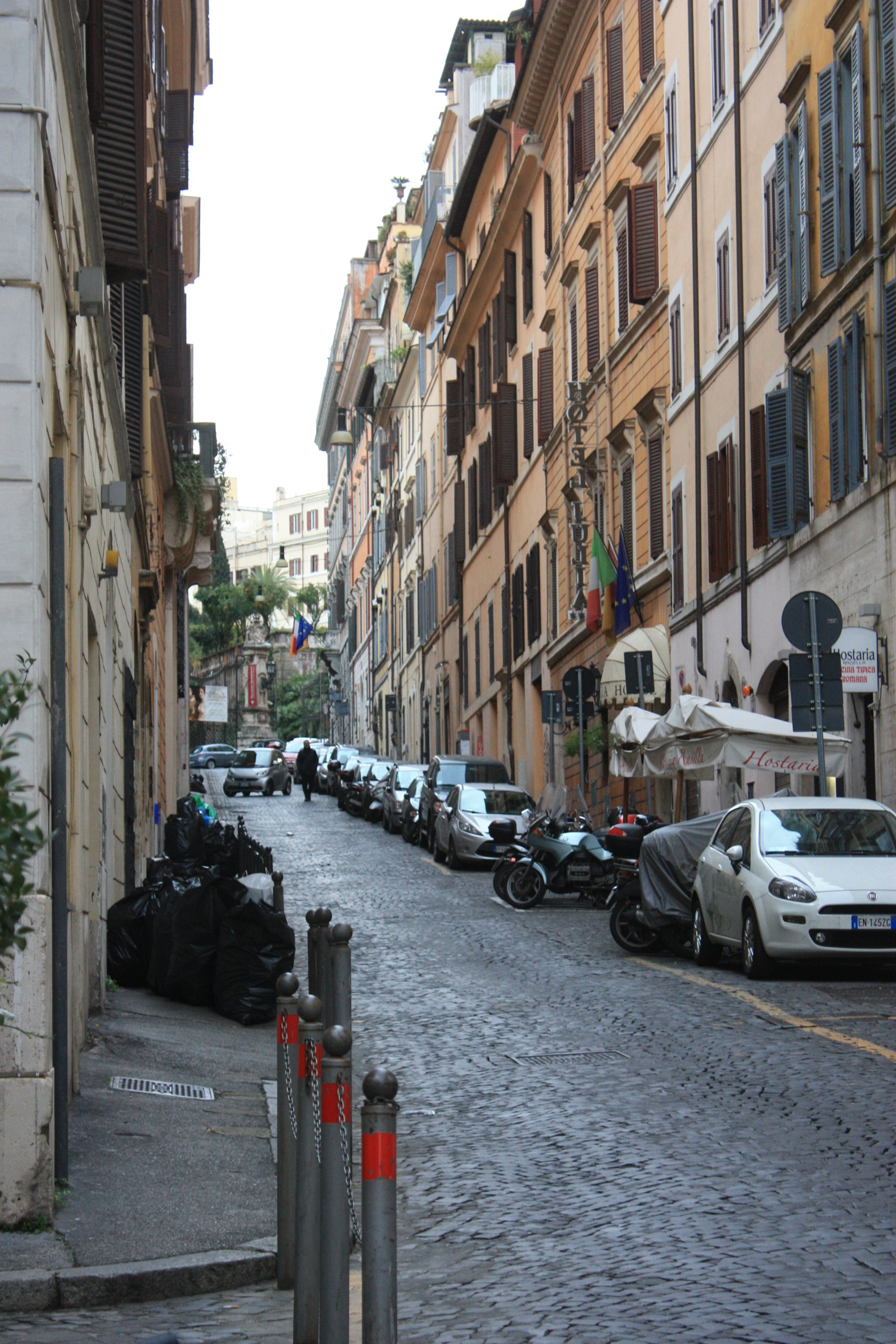
Via Rasella l'any 2015

La Via Rasella es troba al centre de la ciutat de Roma, connectant la Via delle Quattro Fontane (al costat del Palau Barberini) amb la Via del Traforo, i pren el nom de la propietat de la família Raselli que s'hi trobava.

## Història

Mapa de l'atac

El Gruppi d'Azione Patriottica (GAP) va liderar l'atac contra l'11a companyia del 3r batalló del SS-Polizeiregiment «Bozen» (Regiment de Policia "Bozen", de Bozen), una unitat militar de l'Ordnungspolizei alemanya ("Policia de l'Ordre") reclutat a la regió del Tirol del Sud, en gran part d'ètnia alemanya, al nord-est d'Itàlia, durant l'annexió alemanya de facto de la regió (OZAV). En el moment de l'atac, el regiment estava a disposició del comandament militar alemany de la ciutat de Roma, encapçalat pel general de la Luftwaffe Kurt Mälzer.
L'atac es va dur a terme mentre els aliats lluitaven en la tercera batalla de Montecassino, a 118 quilòmetres de la via Rasella, per aconseguir un avenç cap a Roma.
El comandant militar nazi Albert Kesselring va declarar: «Roma es va convertir per a nosaltres en una ciutat explosiva. ... Per a nosaltres, la seguretat de la rereguarda de la primera línia era un problema greu. La moral de les nostres tropes es va veure afectada directament, ja que ja no podien ser enviades a Roma amb seguretat per a breus períodes de descans». Al final, Roma va ser alliberada el 5 de juny de 1944.

## Atac
L'atac del 23 de març de 1944 va ser el major atac partisà italià contra les tropes d'ocupació alemanyes durant la Segona Guerra Mundial. Els membres del GAP, a les ordres de Carlo Salinari («Spartacus») i Franco Calamandrei («Cola»), es trobaven a la Via Rasella durant el pas d'una companyia del Regiment de Policia «Bozen», formada per 156 homes.
L'acció va començar amb l'explosió d'una bomba dipositada per Rosario Bentivegna. Hi van participar onze partisans més:
- Via del Boccaccio: Franco Calamandrei, situat a la cantonada del carrer, Carlo Salira prop del túnel i Silvio Serra;
- Via Rasella: Carla Capponi, Raul Falcioni, Fernando Vitagliano, Pasquale Balsamo, Francesco Curreli, Guglielmo Blasi, Mario Fiorentini i Marisa Musu que van disparar foc de cobertura utilitzant un morter.[11]

La resta de membres del grup es van absentar per diferents motius: Lucia Ottobrini estava malalta, i Maria Teresa Regard es va oposar a l'elecció del lloc de l'atac.
L'atac del 23 de març de 1944 va suposar l'aniquilació de l'11a companyia i va provocar la mort de 33 soldats alemanys i uns 110 ferits (60 alemanys i uns 50 civils), així com la mort de cinc civils (incloent-hi Piero Zucceretti, de 13 anys), mentre que els partisans no van tenir pèrdues. Un 34è alemany va morir el 24 de març de 1944, vuit més van sucumbir a les seves ferides en les dues setmanes següents.

## Represàlia alemanya

### Fosses Ardeatines
Com a represàlia, les tropes alemanyes van matar 335 persones, presoners i detinguts, gairebé tots civils, a la Massacre de les fosses Ardeatines, organitzada i dirigida per l'SS-Obersturmbannführer (tinent coronel) Herbert Kappler, cap de la Sicherheitspolizei ("Policia de Seguretat") i la Sicherheitsdienst ("Servei de Seguretat") a Roma.